# (7098) Réaumur
(7098) Réaumur ist ein Asteroid des Hauptgürtels, der am 9. Oktober 1993 vom belgischen Astronomen Eric Walter Elst am La-Silla-Observatorium (IAU-Code 809) der Europäischen Südsternwarte (ESO) in Chile entdeckt wurde.
Der Asteroid wurde am 20. November 2002 nach dem französischen Natur- und Materialforscher René-Antoine Ferchault de Réaumur (1683–1757) benannt, der sich mit der Temperaturmessung sowie auch mit der Herstellung von Stahl, Glas und Papier beschäftigte. Die heute veraltete Réaumur-Skala ist nach ihm benannt.